# Isidro Gil
Isidro Gil Gabilondo lub Gavilondo – hiszpański malarz i rysownik pochodzący z Kraju Basków. Był również prawnikiem, historykiem i pisarzem.